# شاید عروس دریایی
چیزی دربارهٔ عروس دریایی یا شاید عروس دریایی (انگلیسی: The Thing about Jellyfish) رمانی برای کودکان است که در سال ۲۰۱۵ توسط الی بنجامین نوشته شده که اولین داستان اوست.